# Neurotic Deathfest
Neurotic Deathfest – coroczny festiwal poświęcony muzyce deathmetalowej, organizowany od 2004 roku przez wytwórnię Neurotic Records.
Pierwsza edycja festiwalu trwała jeden dzień i odbyła się 8 maja 2004 roku w Rotterdamie. W 2006 roku festiwal przeniesiono do Eindhoven i zmieniono jego nazwę z Rotterdam Deathfest na Neurotic Deathfest. Od roku 2008 festiwal odbywa się w Tilburgu w klubie 013, który dysponuje trzema scenami (Jupiler Zaal, Kleine Zaal i Stage01). Największa z nich – Jupiler Zaal – może pomieścić 2000 widzów.
Na festiwalu Neurotic Deathfest wystąpiły m.in. następujące zespoły: Psycroptic, Grave, Immolation, Krisiun, Napalm Death, Hate Eternal, Behemoth, Entombed, Suffocation.

## Historia występów
Opracowano na podstawie materiału źródłowego.

### 2004
8 maja 2004 roku (Rotterdam Deathfest, klub Baroeg w Rotterdamie)
| - Cardinal - Despondency - Exmortem - Gorerotted | - NOX - Prostitute Disfigurement - Severe Torture - Spawn of Possession |  |

### 2005
13–14 maja 2005 roku (Rotterdam Deathfest, klub Baroeg w Rotterdamie)

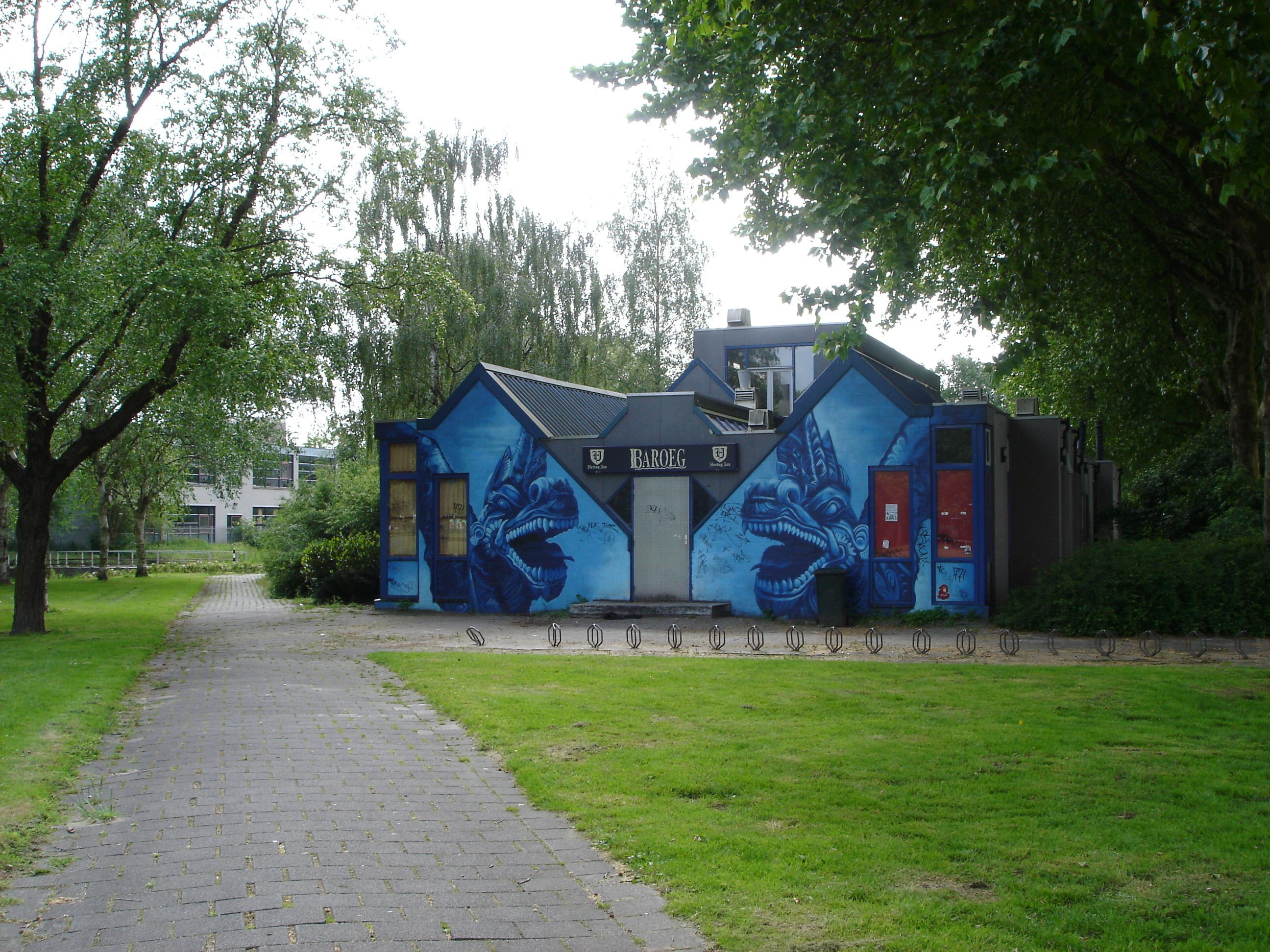
Klub Baroeg w Rotterdamie

| - Aborted - Corpus Mortale - Defeated Sanity - Despondency - Godless Truth - Gorgasm - Inveracity | - Massmurder - Putrefied - Severe Torture - Visceral Bleeding - Vomit Remnants - Wormed |  |

### 2006
13 maja 2006 roku (Neurotic Deathfest, klub Dynamo w Eindhoven)
| - Anata - Arsebreed - Avulsed - Disavowed - Emeth - Godless Truth - Gorerotted - Infected Malignity | - Insidious Decrepancy - Mental Horror - Prostitute Disfigurement - Psycroptic - Sanatorium - Sarpanitum - Vomit the Soul |  |

### 2007
11–12 maja 2007 roku (Neurotic Deathfest, klub Dynamo w Eindhoven)
| - Cephalic Carnage - Dawn of Azazel - Defeated Sanity - Degrade - Despise - Grave - Gutted - Hour of Penance | - Immolation - Infected Disarray - Krisiun - Kronos - Leng Tch'e - Nailed - Prostitute Disfigurement - Rompeprop | - Septycal Gorge - Severe Torture - Suffocate Bastard - Toxocara - Viral Load - Visceral Bleeding - Vital Remains |

### 2008
30–31 maja 2008 roku (Neurotic Deathfest, klub 013 w Tilburgu)
| - Aborted - Asphyx - Benighted - Behemoth - Blood Red Throne - Brutus - Cephalic Carnage - Coldworker - Condemned - Cryptopsy - Dead Beyond Buried - Dead Infection | - Decrepit Birth - Desecration - Dying Fetus - Exmortem - Extreme Noise Terror - Fleshgod Apocalypse - Fleshless - Grind Inc. - Hate - Hate Eternal - Hour of Penance - Houwitser | - Impaled - Incarnated - Lay Down Rotten - Napalm Death - Natron - Origin - Severe Torture - Sickening Horror - Suffocation - Unmerciful - Warbringer |

### 2009
29–30 maja 2009 roku (Neurotic Deathfest, klub 013 w Tilburgu)
| - A Trail of Horror - Aborted - Behemoth - Brutal Truth - Deadborn - Demonical - Despondency - Engine of Doom - Entombed - Facebreaker - Flesh Made Sin | - Fleshrot - Gadget - God Dethroned - Hail of Bullets - Human Mincer - Illdisposed - Inevitable End - Inhume - Inveracity - Misery Index | - Moker - Mumakil - Nox - Obscura - Rotten Sound - Salt the Wound - Severe Torture - The New Dominion - Torture Killer - Unleashed |

### 2010
30 kwietnia–1 maja 2010 roku (Neurotic Deathfest, klub 013 w Tilburgu)
| - Aborted - Abysmal Torment - Annotations of an Autopsy - As You Drown - Beheaded - Belphegor - Beneath the Massacre - Benediction - Benighted - Bolt Thrower - Burning Skies - Carcass - Cerebral Bore - Defeated Sanity | - Dew-Scented - Dr. Doom - Dying Fetus - Enemy Reign - Gorod - Hour of Penance - Human Mincer - Immolation - Insidious Decrepancy - Insision - Kickback - Lock Up - Malignancy - Man Must Die | - Murder Therapy - Napalm Death - Origin - Pestilence - Putrid Pile - Resistance - Revocation - Rise and Fall - Rotten Sound - Rotting Christ - Septycal Gorge - Six Feet Under - The End of All Reason - Viral Load |

### 2011
29–30 kwietnia 2011 roku (Neurotic Deathfest, klub 013 w Tilburgu)
| - Aeon - Antropomorphia - Atheist - At the Gates - Autopsy - Beheaded - Beneath - Beneath the Massacre - Benighted - Birdflesh - Blood Red Throne - Carnivore Diprosopus - Centurian - Cerebral Bore | - Cripple Bastards - Decapitated - Defiled - Exhumed - Flayed Disciple - Fleshrot - Grave - Hail of Bullets - Hate Eternal - Incantation - Kraanium - Logic of Denial - Macabre - Magrudergrind | - Master - Misery Index - Necrophagia - Obituary - Obscura - Pathology - Prostitute Disfigurement - Rompeprop - Septycal Gorge - Soreption - Southwicked - Viscera Trail - Vulvectomy - Wormed |

### 2012
2–4 marca 2012 roku (Neurotic Deathfest, klub 013 w Tilburgu)
| - Aborted - Abysmal Torment - Acheron - Asphyx - Behemoth - Beneath the Massacre - Betraying the Martyrs - Blood Red Throne - Cannibal Corpse - Carnifex - Cattle Decapitation - Coldworker - Cyanide Serenity | - Decapitated - Denial Fiend - Fleshgod Apocalypse - Gorguts - Hate - Internal Bleeding - Legion of the Damned - Leng Tch’e - Misery Index - Modus Delicti - Molotov Solution - Morgoth | - Napalm Death - Nexus Inferis - Origin - Psycroptic - Sonne Adam - Sublime Cadaveric Decomposition - Suffering Quota - Suffocation - Suicidal Angels - Uncleansed - Within the Ruins |

### 2013
3–5 maja 2013 roku (Neurotic Deathfest, klub 013 w Tilburgu)
| - Antropomorphia - Bodyfarm - Buried - Carcass - Cattle Decapitation - Centurian - Cliteater - Cock & Ball Torture - Crepitation - Cryptopsy - Death to All - Decapitated - Decrepit Birth - Defeated Sanity - Devourment | - Enemy Reign - Exhumed - Haemorrhage - Hammercult - Immolation - Incantation - Iniquity - Internal Suffering - Magrudergrin - Malignant Tumour - Morbid Saint - Necrophagia - Obscura - Pig Destroyer | - Possessed - Putridity - Re-Armed - Rectal Smegma - Repulsion - Strong Intention - Svart Crown - The Monolith Deathcult - Tribulation - Unfatomable Ruination - Unleashed - Vader - Vallenfyre - Wormed |